# عبد الرحمن صديقي
عبد الرحمن صديقي (الأردية: عبد الرحمن صدیقی؛ 1887 – 1953) كان سياسيًا ورجل أعمال وصحفيًا من شرق باكستان. كان حاكمًا بالنيابة لباكستان الشرقية لمدة ثلاثة أشهر ونصف في عام 1952 بينما كان فيروز خان نون في إجازة.

## التعليم
تخرج من جامعة عليكرة الإسلامية وسافر إلى إنجلترا لمواصلة تعليمه.

## الوفاة
توفي صديقي في عام 1953.